# Taissa Farmiga
Taissa Farmiga (/təˈiːsə fɑːrˈmiːɡə/; sinh 17 tháng 8 năm 1994) là một diễn viên người Mỹ. Phim đầu tay của cô là Higher Ground trong vai Teenage Corinne. Cùng năm đó, được tuyển vào vai Violet Harmon trong American Horror Story: Murder House, mùa đầu của phim thuộc đài FX. Sau đó, cô thủ vai Sam Moore trong phim The Bling Ring (2013), Zoe Benson trong American Horror Story: Coven (2013–14), Anna Greene trong Mindscape (2013), Max Cartwright trong phim hài kịch kinh dị The Final Girls (2015), và Melanie Clark trong phim 6 Years (2015).

## Sự nghiệp điện ảnh

### Phim
| Năm  | Tên phim                       | Vai             | Ghi chú     |
| ---- | ------------------------------ | --------------- | ----------- |
| 2011 | Higher Ground                  | Teenage Corinne |             |
| 2013 | At Middleton                   | Audrey Martin   |             |
| 2013 | The Bling Ring                 | Sam Moore       |             |
| 2013 | Mindscape                      | Anna Greene     |             |
| 2014 | Jamesy Boy                     | Sarah           |             |
| 2015 | The Final Girls                | Max Cartwright  |             |
| 2015 | 6 Years                        | Melanie Clark   |             |
| 2015 | Share                          | Krystal         | Phim ngắn   |
| 2016 | In a Valley of Violence        | Mary Anne       | Đã đóng máy |
| 2016 | Untitled Warren Beatty project | Sarah           | Đã đóng máy |
| 2018 | Ác quỷ ma sơ                   | Sơ Irene        |             |
| 2023 | Ác quỷ ma sơ 2                 | Sơ Irene        |             |

### Truyền hình
| Năm     | Tên phim                            | Vai            | Ghi chú    |
| ------- | ----------------------------------- | -------------- | ---------- |
| 2011    | American Horror Story: Murder House | Violet Harmon  | 11 tập     |
| 2013–14 | American Horror Story: Coven        | Zoe Benson     | 13 tập     |
| 2015    | Wicked City                         | Karen McClaren | Sắp ra mắt |